# 武山郡
武山郡，中国南北朝时设置的郡。
北周置武山郡，治所在雉阳县（今河南平顶山市鲁山县东南五十里张官营镇前城村），隶属于广州。下辖雉阳县、滍阳县二县。辖境相当今河南省平顶山市西部、鲁山县东部、宝丰县南部。隋文帝开皇三年（583年）废武山郡，属县直属伊州。